# Фленсберг (Минесота)
Фленсберг (енгл. Flensburg) град је у америчкој савезној држави Минесота.

## Демографија
По попису из 2010. године број становника је 225, што је 19 (-7,8%) становника мање него 2000. године.
| Група             | 2000.       | 2010.       |
| Белци             | 239 (98,0%) | 219 (97,3%) |
| Афроамериканци    | 0 (0,0%)    | 0 (0,0%)    |
| Азијати           | 2 (0,8%)    | 1 (0,4%)    |
| Хиспаноамериканци | 0 (0,0%)    | 0 (0,0%)    |
| Укупно            | 244         | 225         |